# Herminia interrupta
Herminia interrupta là một loài bướm đêm trong họ Noctuidae.